# Ranitomeya tolimensis
Ranitomeya tolimensis är en groddjursart som beskrevs av Bernal-Bautista, Luna-Mora, Gallego och Quevedo-Gil 2007. Ranitomeya tolimensis ingår i släktet Ranitomeya och familjen pilgiftsgrodor. IUCN kategoriserar arten globalt som starkt hotad. Inga underarter finns listade i Catalogue of Life.